# Принес (дем Канданос-Селино)
Вижте пояснителната страница за други значения на Принес.
Принѐс (на гръцки: Πρινές) е село в Република Гърция, разположено на остров Крит, дем Канданос-Селино. Селото има население от 133 души.

## Личности
Родени в Принес
- Йоанис Доксакис, гръцки революционер